# Csegdomin
Csegdomin (oroszul: Чегдомын) városi jellegű település Oroszország ázsiai részén, a Habarovszki határterületen, a Felső-burejai járás székhelye. A távol-keleti szénbányászat egyik központja.
Népessége: 13 048 fő (a 2010. évi népszámláláskor).

## Elhelyezkedése
A Habarovszki határterület délnyugati részén, Habarovszktól 630 km-re, légvonalban 340 km-re északnyugatra, Komszomolszk-na-Amuretól 300 km-re nyugatra helyezkedik el, dombos-mocsaras vidéken. A Csegdomin – a Burejába ömlő Urgal folyó mellékvize – partján fekszik, melyről nevét kapta. A név két evenki szó: a джагда ('fenyő') és a му ('víz')  összetételéből származik. A település a Bajkál–Amur-vasútvonalat a Transzszibériai vasútvonallal összekötő, ez utóbbi Izvesztokovaja állomásáról kiinduló szárnyvonal (360 km) végpontja. A közeli Novij Urgallal is vasúti, valamint közúti összeköttetése van.

## Története
Csegdomint az Urgal folyó völgyében az 1930-as években feltárt szénlelőhelyek kiaknázására hozták létre. Ezek a lelőhelyek a 150 km hosszan elnyúló, 50-60 km széles Bureja-menti kőszénmedencéhez tartoznak, melyre elsőként 1844 körül A. F. Middendorf felfedező, természettudós hívta fel a figyelmet. A széntermelésre a Bajkál–Amur-vasútvonal (BAM) miatt volt szükség. A bányákat 1937-ben, a települést – inkább csak fából ácsolt barakkokat – 1939-ben kezdték építeni. A kitermelt szén hegyekben állt, mert nem voltak utak, sem járművek elszállítani. Egy régi szárnyvonal felújítását követően 1941 novemberében megindult a vasúti forgalom, de a termelést és az építkezést a háború miatt nemsokára leállították és csak 1948 után kezdték újra. Ekkorra már felújították a BAM Komszomolszk-na-Amure–Urgal (ma közigazgatásilag Novij Urgal része) közötti szakaszának építését is. A munkák nagy részét itt is a Gulag foglyai és katonák végezték. 
Csegdomin 1949-ben városi jellegű település besorolást kapott, 1954-ben járási székhely lett. A bányászatban megjelentek az első gépek, és az 1960-as években széndúsító üzem kezdte meg a termelést (az itteni szén ugyanis nem alkalmas kokszosításra). 1955-ben felépült a téglagyár, 1965-ben üzembe helyezték a helyi szénnel működő hőerőmű első egységét.

## 21. század
A település gazdasági életét napjainkban is a szénbányászat és -dúsítás határozza meg. A kitermelést végző Urgalugol Rt. a Szibériai Szénenergetiai Társasághoz (orosz rövidítése: СУЭК,  SZUEK) tartozik, amely a 2010-es években állami támogatással jelentős fejlesztéseket hajtott végre és bővítette kapacitását. A termelés főként külfejtésen folyik, de ide tartozik a határterület egyetlen mélyművelésű bányája is. A bányászott és dúsított szén nagy részét Vanyino tengeri kikötő terminálján át ázsiai országokba exportálják.
2016-ban fogadták el a sokáig elhanyagolt település „reanimációjának” munkaprogramját. A terv a gazdaság, a közlekedés, az infrastruktúra fejlesztését, új lakások építését, az életkörülmények javítását írja elő. A program részeként épült uszodát 2019 tavaszán nyitották meg.
A településsel a légiforgalom a 20. század végétől szünetelt. Miután a kifutópályát felújították, 2019 novemberétől rendszeres repülőjárat köti össze Habarovszkkal. Előtte a nagyvárosba csak vasúton, 16 óra alatt lehetett eljutni.
2018 decemberében a Burejai-víztározó partján hegyomlás történt. A közvetlen veszélyt akkor megszüntették, de később elhatározták a továbbra is elöntéssel fenyegetett Bureja-menti Csekunda falu kiürítését. A falu lakóit és temetőjét Csegdominba és a hozzá tartozó központi erőmű ún. CESZ-településére költöztetik.